# Шулка
Шу́лка — река в России, протекает в Республике Марий Эл и Кировской области. Устье реки находится в 164 км по правому берегу Малой Кокшаги. Длина реки составляет 21 км, площадь водосборного бассейна — 85,8 км².
Исток реки в Яранском районе Кировской области у села Энгенер в 17 км к северо-востоку от посёлка Оршанка. Река течёт на юг, протекает деревню Бахтинские, после чего перетекает на территорию Оршанского района Марий Эл, где протекает деревни Дубовляны, Мурзята, Большие Чирки, Шулка. Притоки — Колнерка, Солонерка (правые). Впадает в Малую Кокшагу у деревни Чирки.

## Данные водного реестра
По данным государственного водного реестра России относится к Верхневолжскому бассейновому округу, водохозяйственный участок реки — Волга от Чебоксарского гидроузла до города Казань, без рек Свияга и Цивиль, речной подбассейн реки — Волга от впадения Оки до Куйбышевского водохранилища (без бассейна Суры). Речной бассейн реки — (Верхняя) Волга до Куйбышевского водохранилища (без бассейна Оки).
Код объекта в государственном водном реестре — 08010400712112100001043.